# Marmara corticola
Marmara corticola là một loài bướm đêm thuộc họ Gracillariidae. Nó được tìm thấy ở Québec và Hoa Kỳ (New York và Vermont).
Ấu trùng ăn Fraxinus pennsylvanica.